# Zoriana Skaletská
Zoriana Stepanivna Skaletská (ukrajinsky Зоряна Степанівна Скалецька, rozená Černěnko (Черненко), * 9. srpna 1980 Lvov) je ukrajinská právnička, aktivistka a politička, bývalá ministryně zdravotnictví Ukrajiny.

## Život
Skaletská vystudovala Národní univerzitu „Kyjevsko-mohyljanská akademie“ (2002) a v letech (2002–2006) pokračovala na Univerzitě Marie Curie-Skłodowské. Je doktorkou práv.
Na Kyjevsko-mohyljanské akademii následně právo i vyučovala.
Skaletská je odbornicí na organizaci Reanimačního reformního balíčku. Působila také jako vládní expertka Centra pro podporu reforem. Skaletská je ředitelkou veřejné organizace „Fórum zdraví“ a členkou Světové asociace lékařského práva.
Dne 29. srpna 2019 byla Skaletská jmenována ministryní zdravotnictví Ukrajiny ve vládě Oleksije Hončaruka. Podle listu Ukrajinska pravda však prezident Volodymyr Zelenskyj pokračoval v pohovorech s kandidáty na ministra zdravotnictví 29. srpna 2019, tedy ve stejný den, kdy byla jmenována Hončarukova vláda, v níž byla Skaletská jmenována ministryní zdravotnictví. Dne 31. srpna 2019 lídr frakce Sluha lidu Davyd Arahamia na kanálu ZIK prohlásil, že s největší pravděpodobností (ministryni zdravotnictví) Skaletskou nahradí Mychajlo Raduckij (který podle Arahamie potřeboval „asi tři měsíce na přípravu“ na funkci).
Dne 4. března 2020 byla Hončarukova vláda nahrazena Šmyhalovou vládou, v níž Skaletskou na postu ministryně zdravotnictví vystřídala Ilja Jemec.
Skaletská je bývalou manželkou Oleksandra Černěnka, bývalého poslance za Blok Petra Porošenka.